# 有吉ゼミ
『有吉ゼミ』（ありよしゼミ）は、日本テレビ系列で2013年10月7日から毎週月曜日19:00 - 20:00（2017年3月までは - 19:56）（2016年3月までは『1900』月曜枠）に放送されているバラエティ番組であり、有吉弘行の冠番組。レギュラー放送前の2013年9月9日19:00 - 20:54には『有吉ゼミ 祝!開講2時間スペシャル』が放送された。
2017年4月10日より放送時間を4分拡大し、19:00 - 20:00での放送となった。

## 概要
キャッチコピーは「笑って学ぼう。」。
「芸能人のリアルな実生活から現代社会を考える」というコンセプトのもと、毎回様々なテーマに沿って、芸能人に密着したドキュメントVTRが放送され、スタジオではその結果を巡り、専門家を交えたスタジオトークが展開されていたが、2022年現在ドキュメントVTRの実施回は減少し、それに伴い専門家の面々は出演しなくなった。代わりに「大食いチャレンジグルメ＆激辛チャレンジグルメ」が番組の中心となる。
これまでの番組平均歴代最高視聴率は2017年10月30日放送分の2時間SP（19:00 - 21:00）において、17.1%を記録している（ビデオリサーチ調べ、関東地区・世帯・リアルタイム）。なお、同年11月20日放送分の「特別編『ヒロミ、自宅を作る。』完成披露SP・八王子リホーム6か月完全密着」（19:00 - 21:00）において19.9%を記録しているが（ビデオリサーチ調べ、関東地区・世帯・リアルタイム）、「特別編」のため、通常放送や（特別編ではない）スペシャルとは別集計となる。
字幕放送は基本的に文字多重放送であるが、近年はリアルタイム字幕放送（しゃべった内容が数秒遅れで表示される）が採用されることが稀にある（特番時が比較的多い）。
2020年10月5日放送分より提供クレジットが絨毯つきのカラー表示に切り替わった。また、この日からは、冒頭の19:00 - 19:01の1分間に、金曜を除く他の19時台の番組とのコラボCMも放送されるようになったが、現在は廃止され正時から放送が開始されている。
2023年10月で、番組開始から10周年を迎えた。

## 出演者

### 教授（MC）
- 有吉弘行

### 秘書（アシスタント）
- 水卜麻美（日本テレビアナウンサー）

### 常連ゼミ生（パネラー）
- 坂上忍
- 矢作兼（おぎやはぎ）
- 博多華丸・大吉
- ギャル曽根 - チャレンジグルメ
- ゴルゴ松本（TIM） - 激辛グルメ
- あばれる君 - 激辛グルメ
- ワタリ119 - 激辛グルメ
- 佐藤満春（どきどきキャンプ）

※坂上、矢作、華丸・大吉、ギャル曽根は基本的に毎週出演。ゴルゴ、あばれる君、ワタリはいずれかがVTRコーナー「激辛グルメ」を担当した際に不定期出演。佐藤はVTRコーナー「佐藤満春の掃除術 → 汚部屋片付けレスキュー → 汚部屋片づけレスキュー」がある際に出演。

### VTR出演者
坂上不動産・家を買うシリーズ
- レッド吉田（TIM） - 坂上不動産
- 東貴博（Take2）- 東MAX、家を買う→東MAX、家を建てる
- 勝俣州和 - 勝俣州和、家を買う
- 的場浩司 - 的場浩司、家を買う
- 把瑠都 - 把瑠都夫妻家を買う
- 丸山桂里奈 - 丸山桂里奈 家を買う
- みやぞん - みやぞん、家を探す。

八王子リホーム・ジェシーの月曜大工!
- ヒロミ - 滝沢らからは「棟梁」と呼ばれている。2025年6月19日放送分にて、定年退職と称してレギュラー放送のコーナーからは事実上卒業したが、引き続き『八王子リホーム』としてプロジェクトに携わる予定。
- 滝沢秀明 - ヒロミの弟子。
- ジェシー（SixTONES）- 滝沢の推薦で2番目の弟子として2019年5月27日放送分で初登場。2020年3月23日放送分より、正社員への採用試験で合格を得たことから、4月より晴れて正社員となる。2025年6月16日放送分にて、八王子リホームから独り立ちしてレギュラーコーナーを継承し『ジェシーの月曜大工!』と改める。

日本全国!五つ星★民宿の旅
- 有岡大貴（Hey!Say!JUMP）
- サンドウィッチマン

汚部屋片づけレスキュー
- 佐藤満春
- DJ松永
- ワタリ119 or 唐橋充

その他
- 藤田朋子・桑山哲也夫妻 - ドケチ藤田夫妻の節約術
- 田中美佐子 - そうだ、漁師になろう
- 梅沢富美男 - 梅沢富美男、電化製品を買う
- 福島善成（ガリットチュウ）- 激辛グルメ
- 平野ノラ - 激安海外ツアー
- 藤あや子 - 豪快クッキング
- 北斗晶・佐々木健介夫妻 - 爆買クッキング
- 氷川きよし - 氷川きよし、野草を採る・氷川きよしパティシエになる
- はなわ - はなわ柔道3兄弟密着
- 工藤阿須加 - 工藤阿須加の楽しい農園生活
- 財前直見 - 女優・財前直見、築130年以上の実家を建て直す
- スギちゃん - スギちゃん夫妻の詰め放題生活・スギちゃん夫妻の超お得生活
- お宮の松 - 大家族 お宮の松一家の超節約生活
- コージ・トクダ - コージ・トクダ アメフトへの道
- デビット伊東 - 芸能人の心配な海外進出 ほか（ラーメン屋関係）

## 主な企画（過去のものも含む）

### 結婚できない芸能人シリーズ
結婚できない芸能人の私生活を探り、なぜ結婚できないかを検証する。毎回何らかのくくりがあり、これまで結婚できない男前芸能人、女性芸能人、男性・女性アスリート、紅白出たのに結婚できないアーティストなどが放送されている。また毎回専門家によってアドバイスがなされる。

### 坂上不動産
坂上忍、家を買う。
2013年12月16日初回放送。坂上忍が各地の新築・新古・中古のマンション、一戸建てなどの物件を予算5,000万円で愛犬と暮らすセカンドハウスを探すため、行く先々の最安値物件・最高値物件・専門家オススメ物件を巡るロケ企画。タイトルは『フリーター、家を買う。』のパロディ。ロケには坂上と、見届け人（おぎやはぎ、華丸大吉、TIM、カンニング竹山など）と不動産専門家兼二級建築士の近藤崇と坂上の愛犬1匹が同行する。物件の値段発表直後に、坂上が「買う」か「買わない」か決めるというもの。首都圏以外でも京都府や沖縄県でもロケを行った。坂上が物件を買うことを決める際「買いま…せん!」もしくは「買いま…キープ!」とオチを付け、毎回物件買いは空振り状態が続いた。2014年4月28日の放送では、本家「フリーター、家を買う。」で主演を務めた嵐・二宮和也がスタジオにゲスト出演した。2014年12月22日放送分では、坂上が1,480万円（広さ110坪（面積374,02㎡））の土地を購入したことを発表して最終回を迎えた。2015年1月からは、予算3,520万円で愛犬と暮らす「坂上忍、家を建てる。」のコーナーとして継続することが水卜アナから発表された。
派生コーナー「石原良純も、家を買う。」の放送がされたこともある。
坂上忍、家を建てる。
2015年1月19日初回放送。前身企画である「坂上忍、家を買う。」で家を買わず、代わりに1,480万円（広さ110坪（面積374,02㎡））の土地を購入して終了したため、その土地に一から家を建てていく企画。建築費を予算3,520万円で収める。ロケには坂上と、レッド吉田と不動産専門家兼二級建築士の近藤崇と坂上の愛犬1匹が同行する。最初は間取りを決めるにあたって、坂上好みの物件のお気に入りの個所を少し安く取り入れるため、「家を買う」同様物件を訪問して、その物件のお気に入りの部分を選んでいく。2015年4月12日の放送で設計図が完成し、6月8日の放送で模型が完成。7月6日の放送で地鎮祭を行い、本格的に建築に着工する。建築中は、蔦屋家電で海外の家電2点（10万5,624円）、大塚家具で応接セットとデスクチェア（95万3,532円）、ビックカメラやダイソンショールームで家電12点（352万1,318円）、OZONEでオーダーメイドのアイランドキッチン（380万円）、ネクステージストアで愛犬の移動のためのSUV・TOYOTA RAV4（124万9,000円）を購入した。12月21日の放送で家が完成し、最終回を迎え、2年に及ぶ愛犬と暮らす家探し・造りにピリオドが打たれた。
その後、2017年10月30日の有吉ゼミSPでは、隣接する土地3ブロックを購入してセカンドハウスも作った報告が、「坂上忍、もう1軒家を建てました。」として紹介された。
坂上不動産
2016年4月18日初回放送。家を完成させた坂上が、今度は物件探しを手伝う企画。探し方は基本的に坂上自身の「家を買う」や「石原良純も、家を買う。」と変わらない。ロケには坂上と家を探すゲストのほかに、矢作もしくはレッドと不動産専門家の中村マリアが同行する。第一弾として「把瑠都夫妻、家を買う。」がスタートした。第二弾では「的場浩司、家を買う。」がスタートした。やはり、最高値物件は想定の予算額を上回るため、「買いま…せん!」もしくは「買いま…キープ!」とオチが付く。

### 坂上忍の熱血料理塾
2014年11月10日初回放送。料理が苦手だったり、したことがない有名人にあえて買い物をさせ、料理を作らせ、その後坂上が料理を徹底指導していく企画。放送終了直後に番組公式ホームページに坂上とゲストの作ったレシピが公開される。

### はなわ家の柔道三兄弟に密着
芸人はなわの息子である柔道三兄弟に密着する企画。当初はなわが家事やりすぎ夫として食べ盛りの三兄弟のために大ボリュームの食事を作っているということで紹介された。その後三兄弟に密着し、これまで長男の全国大会での試合の様子や、次男の練習・試合、三男のデビュー戦などに密着している。

### 芸能人の心配な店
芸能人が経営する飲食店を経営の専門家とともに審査し、その店が１年以内につぶれる可能性を割り出す。かなりシビアに審査行われるため、スタジオがピリつくこともしばしばある。

### ギャル曽根軍団VSチャレンジグルメ
ギャル曽根とゲストが、対決形式でチャレンジグルメを制限時間内に完食する。ゲストは通常1人だが、ギャル曽根の産休中は2人になり、ギャル曽根本人は挑戦せずゲストのみが挑戦する。しかし途中で空腹になりゲストの挑戦開始から数分遅れて食べ始めるくだりがお決まりになっている。その際は同じチャレンジグルメか、その店の通常サイズのメニューを複数個注文する。開幕27戦目で初めての時間切れとなり初の敗北となった。ゲストは大体食べきれずに終わるのだが、その中でもプロレスラーの中西学、藤田憲右（トータルテンボス）、岡部大（ハナコ）、阿見201、ワタリ119、巻誠一郎などギャル曽根以外に完食した芸能人もいる。また、池谷和志（ジョイマン）と上原わかななどは複数回ゲスト出演し毎回完食する芸能人もいる。また、ここ最近挑戦するのは、過去に挑戦して完食した者か完食をしなかったものの完食に近い記録を出した者や大相撲の力士か親方をはじめとするアスリートや有吉の壁に出演している芸人が多く、本番組のコーナーの｢なりきりの壁｣で扮した人物、あるいは｢ブレイク芸人選手権｣や｢スピーチの壁｣で演じたキャラクターで挑むのが恒例となっている。2025年6月9日放送分で、池谷和志（ジョイマン）が19連勝。
以下は2020年3月9日に放送された「チャレンジグルメ特別編」にて発表されたランキングである。
| 順位 | 名前                         | 記録(kg) |
| ---- | ---------------------------- | -------- |
| 1位  | ギャル曽根                   | 6.06     |
| 2位  | 藤田憲右（トータルテンボス） | 4.96     |
| 3位  | 岡部大（ハナコ）             | 4.5      |
| 4位  | ワタリ119                    | 4.42     |
| 5位  | 谷あさこ                     | 4.35     |
| 6位  | ますぶちさちよ               | 4.32     |
| 7位  | 阿見201                      | 4.31     |
| 8位  | 巻誠一郎                     | 4.22     |
| 8位  | 高岸宏行（ティモンディ）     | 4.22     |
| 10位 | 稲垣啓太                     | 4.2      |
| 10位 | 上原わかな                   | 4.2      |
| 10位 | 布川ひろき（トム・ブラウン） | 4.2      |

ギャル曽根軍団VSチャレンジバスツアー
「ギャル曽根軍団VSチャレンジグルメ」の番外編として、食べ放題ツアーに参加する企画。ツアー料金に対しどれだけ元をとれるか（何円分食べたか）挑戦する。

### ゴルゴorあばれる君or関口メンディーorワタリ119VS激辛グルメ
「ギャル曽根軍団VSチャレンジグルメ」の派生企画。ゴルゴ松本（TIM）・あばれる君・関口メンディー ・ワタリ119・福田薫 （U字工事）、大津広次（きつね）などが不定期交代でメイン挑戦者となり、そこにゲスト数名を加えて激辛メニューに挑戦する。ゴルゴが挑戦する激辛メニューは13勝7敗（2017年1月時点）となっている。2016年6月27日の放送で単独企画として放映されて以降、現在はギャル曽根の大食い企画と平行してオンエアされている。
2025年6月9日放送分で、大津広次（きつね）が11連勝。

### 1度は泊まりたいボロいい宿
矢作兼とゲストのタレントが、秘境やあまり知られていない宿や見た目はあまり良くないのに人気な宿などに泊まったり、温泉に入ったりする企画。

### そうだ、漁師になろう。
2015年3月30日初回放送。あばれる君が全国各地の儲かっている漁師の漁船に乗り込み、実際に漁をする企画、後に女優の田中美佐子も参加している。2020年以降は、あばれる君が裏番組に出演している関係でこの企画は放送していない。

### 古民家カフェを作ろう!
2016年2月1日初回放送。水卜とおかずクラブが、古くなって使い物にならなくなった家を掃除・修理し、カフェを作る企画。

### ヒロミの八王子リホーム
ヒロミ、家をイジる。
2015年4月13日初回放送。ヒロミが芸能人のお宅に訪問し、大体10万円前後の予算で日曜大工で出来る簡単なリフォームをする企画。回数を重ねるうちに本格的な内装業者の仕上がりになっている。2015年12月21日の放送では「坂上忍、家を建てる（完結編）」とコラボし坂上の新居完成を祝い、初の車内（坂上が愛犬のために購入した、TOYOTA RAV4で）リフォームを行った。2016年からはヒロミを慕う滝沢秀明が弟子として加わった。坂上、矢作が助手に入ることもある。リフォームの過程で、家具職人の技術を要するテクニックも披露するようになった。コラボ企画の形で「古民家カフェを作ろう!」の古民家リフォームもヒロミが行った。
『24時間テレビ 「愛は地球を救う」』ともコラボし、2017年には『愛は地球を救う40」にて「ヒロミの24時間リフォーム〜オンボロ駅を直そう!〜」と称し、24時間でリフォームする企画を行った。番組中に何度か生中継をつなぎ進捗状況を放映し、番組終盤に完成を関係者に披露している。その後、有吉ゼミで裏側特集を放送した。翌2018年にも同様に愛は地球を救う41にて「ヒロミの24時間リフォーム〜亡き妻の夢!子ども食堂を大改造〜」を行っている。
ヒロミ、自力で家を作る。
2016年2月8日初回放送。「ヒロミ、家をイジる。」の応用企画で、ヒロミが購入した古くなって、使い物にならなくなった別荘をリフォームして、最終的に「ヒロミリゾート」を作る企画。同年3月30日にBS日テレで「ヒロミの八王子リホームSP 〜河口湖 ヒロミの別荘編〜」として完結編が放送された。
ヒロミ、自宅を作る。
2017年5月初回放送。ヒロミが家族で住んでいる家をリホームする企画。半年に渡り作業し夢の「ヒロミハイアット」を完成させた2017年11月20日放送の特番「特別編『ヒロミ、自宅を作る。』完成披露SP・八王子リホーム6か月完全密着」では視聴率19.9%を出している。
ヒロミの八王子リホーム
番組中では以前からヒロミが八王子市出身なことから「八王子リホーム」と称していたが、コーナー名として定着。引き続き滝沢が出演しており「家をイジる」の後続コーナーである。
2019年には引退した滝沢の後任でジェシー（SixTONES）が弟子として加わっている。
こちらも『24時間テレビ 「愛は地球を救う」』とコラボしており、2020年には「愛は地球を救う43」にて「ヒロミ＆ジェシーの八王子リホーム特別編 幼稚園の30年使った手洗い場を大改造」を、2021年には「愛は地球を救う44」にて「ヒロミ＆ジェシーの八王子リホーム特別編 夢を持つ外国人のために日本語教室を大改造」を放送している。
24時間リフォームと違って事前にある程度作った上で2日目のみ何度か生中継を行い番組内で完成させて披露しており、その後有吉ゼミで特集している。
ヒロミ、キャンプ場を作る。
2022年7月25日初回放送。ヒロミが所有する河口湖近くの2000坪の土地にキャンプ場を作る企画。

### ジェシーの月曜大工
ジェシーの月曜大工
2025年6月16日の放送にて、ヒロミ＆ジェシーの八王子リホームでヒロミが定年退職をするためにジェシーに譲り、ヒロミの元で腕を磨いてきたジェシーが独り立ちをする。

### 石黒英雄、家を掃除する。
2015年11月9日初回放送。石黒英雄がゴミ屋敷化した芸能人のお宅を訪問し、掃除する企画。
石黒英雄、ゴミ屋敷で暮らそう。
「石黒英雄、家を掃除する。」の応用企画で、石黒がゴミ屋敷化した芸能人の家で一晩過ごしながら、掃除などをする企画。

### 佐藤満春の掃除術
芸能界一の掃除マニアである佐藤満春（どきどきキャンプ）が、芸能人の家を訪問して、身近なものでお掃除をする。スタジオではプロや海外の掃除グッズを紹介する企画。
ゴミ屋敷レスキュー → 汚部屋片づけレスキュー
佐藤満春・DJ松永・ワタリ119の掃除好き3人が、ゴミ屋敷と化した芸能人の汚部屋を清掃する企画。

### 佐々木夫妻の爆買クッキング
2015年6月29日初回放送。佐々木夫妻（佐々木健介・北斗晶）が、大型スーパーで買い物をし、帰宅後に購入してきた食料品で料理をする企画。

### ドケチ藤田夫妻の節約術
藤田夫妻（藤田朋子・桑山哲也）が、知られているようで知られていないグルメなどのお得なクーポンや時間帯や日付など裏ワザを紹介する企画。

### ローカル百貨店の旅
2015年5月18日初回放送。博多華丸・大吉とゲストのタレントが、全国各地の百貨店を巡る企画。

### 家事やりすぎシリーズ
家事（料理・洗濯・買い物・便利グッズ・業務用グッズなど）をやりすぎる有名人（芸人・俳優・アスリートなど）、その家族などの普段の家事をドキュメントVTRなどで紹介する。

### 日本全国!五つ星★民宿の旅
有岡大貴（Hey!Say!JUMP）とサンドウィッチマンが、全国の民宿を訪ねる企画。

## ネット局
| 放送対象地域   | 放送局                    | 系列                                         | 放送日時           | ネット状況 | 備考     |
| -------------- | ------------------------- | -------------------------------------------- | ------------------ | ---------- | -------- |
| 関東広域圏     | 日本テレビ（NTV）         | 日本テレビ系列                               | 月曜 19:00 - 20:00 | 制作局     | 制作局   |
| 北海道         | 札幌テレビ（STV）         | 日本テレビ系列                               | 月曜 19:00 - 20:00 | 同時ネット |          |
| 青森県         | 青森放送（RAB）           | 日本テレビ系列                               | 月曜 19:00 - 20:00 | 同時ネット |          |
| 岩手県         | テレビ岩手（TVI）         | 日本テレビ系列                               | 月曜 19:00 - 20:00 | 同時ネット |          |
| 宮城県         | ミヤギテレビ（MMT）       | 日本テレビ系列                               | 月曜 19:00 - 20:00 | 同時ネット |          |
| 秋田県         | 秋田放送（ABS）           | 日本テレビ系列                               | 月曜 19:00 - 20:00 | 同時ネット |          |
| 山形県         | 山形放送（YBC）           | 日本テレビ系列                               | 月曜 19:00 - 20:00 | 同時ネット |          |
| 福島県         | 福島中央テレビ（FCT）     | 日本テレビ系列                               | 月曜 19:00 - 20:00 | 同時ネット |          |
| 山梨県         | 山梨放送（YBS）           | 日本テレビ系列                               | 月曜 19:00 - 20:00 | 同時ネット |          |
| 新潟県         | テレビ新潟（TeNY）        | 日本テレビ系列                               | 月曜 19:00 - 20:00 | 同時ネット |          |
| 長野県         | テレビ信州（TSB）         | 日本テレビ系列                               | 月曜 19:00 - 20:00 | 同時ネット |          |
| 静岡県         | 静岡第一テレビ（SDT）     | 日本テレビ系列                               | 月曜 19:00 - 20:00 | 同時ネット |          |
| 富山県         | 北日本放送（KNB）         | 日本テレビ系列                               | 月曜 19:00 - 20:00 | 同時ネット |          |
| 石川県         | テレビ金沢（KTK）         | 日本テレビ系列                               | 月曜 19:00 - 20:00 | 同時ネット |          |
| 福井県         | 福井放送（FBC）           | 日本テレビ系列                               | 月曜 19:00 - 20:00 | 同時ネット |          |
| 中京広域圏     | 中京テレビ（CTV）         | 日本テレビ系列                               | 月曜 19:00 - 20:00 | 同時ネット |          |
| 近畿広域圏     | 読売テレビ（ytv）         | 日本テレビ系列                               | 月曜 19:00 - 20:00 | 同時ネット |          |
| 鳥取県・島根県 | 日本海テレビ（NKT）       | 日本テレビ系列                               | 月曜 19:00 - 20:00 | 同時ネット |          |
| 広島県         | 広島テレビ（HTV）         | 日本テレビ系列                               | 月曜 19:00 - 20:00 | 同時ネット |          |
| 山口県         | 山口放送（KRY）           | 日本テレビ系列                               | 月曜 19:00 - 20:00 | 同時ネット |          |
| 徳島県         | 四国放送（JRT）           | 日本テレビ系列                               | 月曜 19:00 - 20:00 | 同時ネット |          |
| 香川県・岡山県 | 西日本放送（RNC）         | 日本テレビ系列                               | 月曜 19:00 - 20:00 | 同時ネット |          |
| 愛媛県         | 南海放送（RNB）           | 日本テレビ系列                               | 月曜 19:00 - 20:00 | 同時ネット |          |
| 高知県         | 高知放送（RKC）           | 日本テレビ系列                               | 月曜 19:00 - 20:00 | 同時ネット |          |
| 福岡県         | 福岡放送（FBS）           | 日本テレビ系列                               | 月曜 19:00 - 20:00 | 同時ネット |          |
| 長崎県         | 長崎国際テレビ（NIB）     | 日本テレビ系列                               | 月曜 19:00 - 20:00 | 同時ネット |          |
| 熊本県         | くまもと県民テレビ（KKT） | 日本テレビ系列                               | 月曜 19:00 - 20:00 | 同時ネット |          |
| 鹿児島県       | 鹿児島読売テレビ（KYT）   | 日本テレビ系列                               | 月曜 19:00 - 20:00 | 同時ネット |          |
| 大分県         | テレビ大分（TOS）         | 日本テレビ系列 フジテレビ系列                | 月曜 19:00 - 20:00 | 同時ネット |          |
| 宮崎県         | テレビ宮崎（UMK）         | フジテレビ系列 日本テレビ系列 テレビ朝日系列 | 土曜 14:00 - 15:00 | 遅れネット | [ 注 6 ] |
| 沖縄県         | 琉球放送（RBC）           | TBS系列                                      | 火曜 15:49 - 16:50 | 遅れネット | [ 注 7 ] |

- 上述した2013年9月9日放送のレギュラー開始前の2時間スペシャルはレギュラー放送の同時ネット局全局で放送された（当時、通常放送非ネット局だったテレビ宮崎を含む）。

## スタッフ

### レギュラー版（2025年6月9日以降）
- 企画・総合演出：橋本和明（2018年10月8日- 、以前は企画・演出）
- 構成：町山広美、そーたに、三田卓人、木南広明
- ナレーション：服部伴蔵門
- TM：佐久間丈貴（2025年7月7日-）
- SW：矢作陽一（以前はSW→CAM）【週替り】
- SW/CAM：星勇次、松嶋賢一【週替り】
- CAM：小林沙祐里、望月達史、片山雄斗（望月→以前はSW►CAM►SW►TM、一時離脱►復帰、片山→以前はVE）【週替り】
- MIX：寺田恭子（以前はAUD）、三石敏生（三石→一時離脱►復帰）【週替り】
- VE：塩原和益、川平貴之、笈川太、山口郁馬、野平和之【週替り】
- 照明：市川朋樹、高見澤楓、池長正宏【週替り】
- ロケ技術：DEEP、プレゼンスクルー、J-Crew、イルージョン、セイビン映像研究所、キャミックス（以前はCAMIX名義）、セッターズ、ゼファー、有限会社タイムリー、極東電視台、ネットビジョン、テーク・ワン、MABU、ノースメディア、BULL BULL（ブルブル）、Be ZERO、VlC、Mabu、株式会社トスプロ、ラップ、イージービデオ企画、Groovy、テックサービス、イーエムアイ、なんでん社、道洋行、沖縄映像センター、TSP、東通、ビッグベン、株式会社イーエムアイ【週替り】
- 美術プロデューサー：葛西剛太
- デザイン：熊崎真知子
- メイク：奥松かつら
- 大道具：苑田英和
- 小道具：伊沢英樹
- 編集：木村有宏
- MA：櫻井伸二
- 音効：中村由紀
- TK：竹島祐子
- リサーチ︰木村友香
- 技術協力：NiTRo、エスユー
- 美術協力：日テレアート
- CG：藤井彩人
- CG・イラスト：森三平
- リフォーム監修：谷口陽一、原田康弘、大倉好、渡邊豪、三浦利則、小林信夫、外山篤【不定期】
- 制作進行：深井香織（2022年11月14日-）
- デスク：当田駒子（一時離脱►復帰）
- チーフディレクター（2020年12月28日～）：中原芳、大野光浩・奥村竜・木村将士・逢坂志朗（えすと、逢坂→以前はAD→ディレクター）、馬目雅寿（以前はAD→ディレクター）、北條学・山際梨紗（極東電視台、北條→以前はAD→ディレクター、山際→以前はディレクター）
- ディレクター：淺沼丈生・関口拓（日本テレビ）、細川雄大（極東電視台）、橋田裕元、芝俊明、落合聖仁、山田恭平、宮本勇佑（AX-ON、以前は毎週）／山田陽丘、山中智貴、尾林幹斗、壽浦陽菜、藤井聖広、渡邉将成、鈴木美折、宮原哉也子、藤井小雪、村山恭涼、西村紗姫、細谷直広、鈴木舞子、村上瑠奈、小園知沙、山﨑諒斗、織田のどか、長谷川光、上谷夏野、下堂薗真心、小川智弘、藤永夏輝、楊雪柔、宇山夏々子、柴田晃生、櫻井佑、佐藤幹太、小松加奈、喜島大成、王祐莉、星野大輝、長﨑朋也、岸田万里奈、原大貴、石井皓介、相馬光里、桑畠弥子、工藤駿介、杉山星海、石神健太、菱屋日向、西川惟、山田実央、折本未奈、菅野恵介、石坂航大、佐藤奈々子、二階堂弘貴、近藤海人、佐藤祐吾、風間頼弥、君野雄大、森琢朗、水野裕太、鶴牧潔志郎、石坂梨紗、柳田悠香、牧野真采、小池祐菜【週替り】（村山→以前はAD、村山→一時離脱►復帰）
- プロデューサー：田中俊光・國谷茉莉・劉雅莎（田中・劉→2023年6月5日-、國谷→2025年6月9日-）、阿河朋子・木村優子（えすと、木村→一時離脱►復帰）、山口正博・三井利行（AX-ON、山口→2018年2月19日-2019年7月1日・2023年7月24日-、三井→以前はディレクター→一時離脱►復帰→チーフ/ディレクター）、河野安治・川島道子（極東電視台、川島→2021年11月29日-2023年7月・8月21日-）、所俊輔（2020年9月21日-）、操谷亮（以前はAP→一時離脱►復帰）、比留間晃則（2022年4月18日-）、谷口顕（2025年1月27日-、以前はディレクター→一時離脱）【毎週】／菖蒲千穂（2022年2月14日-）、新井若菜（2022年10月17日-）、見留晴絵、小室良太、横山優花、新藤穂波、石橋舞、岩井秀行、加藤真衣、大平千晶、松原めぐみ、松本奈緒美、樋口真由、小笹美穂、菊地理那、松本恭誠（えすと）、安田真弓、安立果菜、安藤桃佳、小坂彩智乃、山岡恭典（金・小室・横山・新藤・岩井→以前はAP、石橋・樋口・菊地→以前はAD→ディレクター、樋口→一時離脱►復帰）【週替り】
- チーフプロデューサー：石村修司（2024年6月17日-）
- 制作協力：えすと、AX-ON、極東電視台
- 製作著作：日テレ

#### 過去のスタッフ
- ナレーション：佐藤賢治（2016年6月13日-）
- TM：江村多加司、新名大作、小椋敏宏、今村公威、佐藤勝義（佐藤→2019年7月22日-）、鎌倉和由（2022年6月27日-2023年5月）、山口裕司（2023年6月5日-2025年6月）
- SW：荻野高康
- CAM：小林宏義、東武志、早川智晃、大庭茂嗣（大庭→以前はSW兼務）、髙野信彦、海野亮
- AUD：榊原大輔、中村宏美、林晃司、酒井舞、今野健、三石敏生、亘美千子、瀧健太郎、青山禎矢
- VE：鈴木昭博、渡邊佳寛、斎藤孝行、三崎美貴、古手川大、鈴木裕美
- 照明：井口弘一郎、宮田千尋、名取孝昌、木村弥史、藤山真緒
- ロケ技術：ウィズ、ヌーベルバーグ 、だだだ、パワービジョン、BIG FACE、オール・ビー・スタッフ、インテック、RE（アールイー）、Rise、T-TEX 、REC、コスモ・スペース 、名古屋東通 、EyEZEN、turn up（ターンアップ）、池田屋 、スウィッシュ・ジャパン 、サット、テックサービス、ミッドエンジン、コールツプロダクション、SDTエンタープライズ、TSP 、TPプレーン、EAT、Zeta
- 美術プロデューサー：大川明子
- 大道具：石川悟
- 電飾：池田大介
- 技術協力：ザ・チューブ、ヌーベルアージュ
- TK：山沢啓子
- リサーチ：鈴木秀貴、今井紳介
- 編成：佐藤俊之、吉無田剛、鈴木淳一、炭谷宗佑、舟津宜史、原司
- 宣伝：西室由香里
- 営業：末岡寛雄、朝倉玲子
- 制作進行：神田富士江
- デスク：志村美果、中村舞囲、杉山亜沙美、熊倉早弥香（杉山→以前は不定期→毎週、一時離脱►復帰）
- AD：藤岡茉美、梅澤将、増本世理、齋藤麻都夏、内山凌、長沼秀幸、佐々木雄哉、大友彩奈、樫木有美、酒井太夢、奥村周平、深野祐介、大澤和宏、成田秀彰、坂井花織、後藤紗矢、香森賢太郎、城後加奈江、松岡陵馬、長谷川智也、西田沙希、上保健人、中島賢一、永沼大地、中山慶多、高柳健太朗、秋山博明、村田弘子、岡田敬志、齋藤恵介、志良堂ひかる、坂野唯、佐々木智世、梶谷美奈、宍戸真理子、矢部遥佳、糸賀綾香、武木田一馬、岩崎彰宏、多田梨乃、土屋友貴、佐藤啓也、三谷亮平、田中美優、森田彩、金子千波、尾鷲裕介、高島伸昌、荻野大希、榎本幹人、石川正人、沖田貴之、原賀初音、宝達滉平、深井香織、山東隼也、松井康平、岩井香奈依、佐藤華、後藤拓也、北原拓也、丸井彩也夏、上田恵利加(香)、芳賀夏美、清瀧朋奈、本多徳敬、佐藤華、上島明子、入澤真之、半澤(沢)美穂、藤原のぞ美、田中薫、中川聡巴、小林祐一、井上寛規、小俣彩夏、南寧々奈、本間愛海、寄川みづき、高橋葉子、吉田明希、丈達楓、稲葉一馬、瀧田水紀、安藤翔太、田島明日香、福田涼太、関根蘭、高橋歩生、細谷優帆、小平嗣満、加賀南海、大場昴、中田優吏／陳替明
- AP：池田千草、入江将也、竹内承、尾台優美、城美幸、依岡由里子、中村紀史、谷菜穂子、平松ひとみ、小暮美帆、林貴恵、野中翔太、稲葉愛沙（野中・稲葉→共に一時離脱►復帰）、亀井明日香、加藤理恵（加藤→以前はAD）、笹野健太郎、木田龍之介、小森節子、古賀有加里、佐々木亜季実、竹部歩美、下里はつみ、松林友望子（松林→一時離脱►復帰）、永野博子、村岡克紀、堀内真理恵、光岩令真、小野木里穂（極東電視台）
- ディレクター：田中友洋、鈴木往雄（鈴木→以前はAD）、沖浦雅俊・長田雄磨（AX-ON）、髙橋昴平（日本テレビ）（毎週）、藤原将人、渡邊伸、深坂崇夫、筧友秀、松本凌、小林真由子、日比野大輔、山口大輔、近藤翔太、財津猛、豊村奈緒美、嵐修三郎・東海林大介・南條友香・坂谷侑子・松井美保・松谷夢々・干場備前（えすと、南條→以前はAD）、南大輔、小田玲奈（日本テレビ）、長嶺望、箙英明（AX-ON）、大道貴志、水嶋陽（日本テレビ）、奥陽介（日本テレビ）、藤野賢宏、藤村潤、冨永琢磨（日本テレビ）、五歩一勇治（AX-ON）、有田駿介（日本テレビ）、山本紗智子、井上尚也（日本テレビ）、大喜多高志、西村啓志、森伸太郎、塚原和代、武井陽介、中野聡、山田大樹、小口馨、前田大輔（日本テレビ）、遠藤達也（STAY）、寺尾康佑、中島太一、永井雄一、晴山和弘、永琢磨前、菊池洋輔、中沖嵩博、鈴木勇棋、西宮沙織、舟木商策(作)、中村慎吾、杉本憲隆、鈴木大二郎（極東電視台）、千葉亮太、長嶋永知、千葉博史（極東電視台）、齋藤裕二、酒井甚哉（極東電視台）、原愼吾、濱本亮、大保大輔、川岸昌嗣、安井章浩、沢田健介（沢田→日本テレビ、以前はAD）、津宏典、石川亮介、平田里菜、北村英樹、笠間崇（AX-ON）、西本幸平、高橋久直、米永圭佑（日本テレビ）、富永恵也（えすと、一時離脱►復帰）、鶴田彩奈恵（極東電視台、以前はAD）、大場剛（極東電視台）、宮田智久、岸秀憲、岸まみこ、前田柊子、安井みのり、彭依蕾、野澤美夢、本田のこ（野澤・本田→以前はAD）、渡邉友一郎（日本テレビ、以前は毎週）、安蒜和也（えすと、以前はAD）、佐藤安圭理、森兼梨絵、石神颯太（石神→以前はAD）、樹林杏、近藤康行、豊村壮輝、平林千佳、橋本翔輝、中尾すみれ、友成知里、山本心太(大)、楊宗隆（近藤・豊村・橋本→以前はAD）
- チーフディレクター（2020年12月28日～）：小林淳一（えすと）、山井貴超・中野テツジロ（極東電視台）、本田拓也（日本テレビ、以前はディレクター）
- プロデューサー：町尻具宗（2019年5月27日まで）、渡邊文哉（2020年10月5日-2021年5月31日）、越山理志（2021年6月21日-11月）、横澤俊之（2018年6月4日-2022年5月、以前はAP）、安彦真利江（2021年12月6日-2023年3月）、武末大作（2023年4月3日-5月）、脇山真太朗（2022年12月19日-2023年5月）、味元崇、水口智就、加藤正和（極東電視台）、柴田雅美（AX-ON）、上野尚偉（AX-ON）、国部有紀（国部→極東電視台、以前はAP）、石井玲（石井→AX-ON、以前はAP）、嶋田莉乃（極東電視台）、朝倉康晴（えすと、2018年4月23日-・以前はAP）、増村紀男（2023年4月3日-）、石川絵里（2019年7月22日-2023年6月）、金誠貴（金→以前はAP）
- チーフプロデューサー：安岡喜郎、遠藤正累（遠藤→2014年6月2日-2019年5月27日、以前はプロデューサー）、横田崇（横田→2019年6月3日-2020年9月28日、以前は編成）、秋山健一郎（秋山→2020年10月5日-2022年5月、以前はプロデューサー）、倉田忠明（倉田→2022年6月13日-2023年5月）、渡邊政次（渡邊→2023年6月5日-2024年5月、以前は2022年6月13日-2023年5月まで統轄プロデューサー）

### パイロット版
- 企画・演出：橋本和明
- 構成：町山広美、そーたに、三田卓人、木南広明、根本ノンジ
- TM：江村多加司
- SW：望月達史
- CAM：松嶋賢一
- MIX：三石敏生
- AUD：榊原大輔
- VE：鈴木昭博
- 照明：井口弘一郎
- ロケ技術：ゼータ
- 美術プロデューサー：大川明子
- デザイン：熊崎真知子
- メイク：奥松かつら
- 大道具：石川悟
- 電飾：池田大介
- 小道具：伊沢英樹
- 編集：木村有宏
- MA：櫻井伸二
- 音効：中村由紀
- TK：山沢啓子
- リサーチ：今井紳介、鈴木秀貴
- 技術協力：NiTRo、ザ・チューブ
- 美術協力：日テレアート
- CG：藤井彩人
- CG・イラスト：森三平
- 編成：佐藤俊之、吉無田剛
- 宣伝：西室由香里
- 営業：末岡寛雄
- 制作進行：神田富士江
- デスク：志村美果
- AD：齋藤麻都夏、藤井隆介、安藤幹、丹野絵里那、長谷川智也、陳替明
- AP：城美幸、朝倉康晴、国部有紀、依岡由里子、入江将也
- ディレクター：大野光浩、小林淳一、小田玲奈、中野テツジロ、五歩一勇治、中原芳、冨永琢磨、嵐修三郎、大喜多高志、東海林大介、干場備前、山井貴超、藤野賢宏
- プロデューサー：遠藤正累、町尻具宗／阿河朋子、水口智就、柴田雅美
- チーフプロデューサー：安岡喜郎
- 制作協力：えすと、極東電視台、AX-ON
- 製作著作：日本テレビ

## 備考
- 長きに渡って日本テレビ月曜19時台から20時台番組への接続はステブレ入りだったが、当番組の開始に伴い、ステブレレスに変更となった。これにより、日本テレビにおいて19時台→20時台番組の接続がステブレ入りなのは日曜日だけになった。
- 2014年1月4日の新春スペシャルは、本来の放送曜日と異なる土曜日18:30 - 20:54に放送された。
- 2014年7月14日には『人生が変わる1分間の深イイ話』との合体4時間スペシャルが放送される。
- 同局で放送されている有吉の壁は当番組同様有吉がMC・橋本和明が企画・総合演出を担当しており、出演している芸人が当番組のコーナー（主に大食い・激辛チャレンジ）に多数出演している。中には有吉の壁で扮したキャラクターとして出演する芸人もいる（KOUGU維新など）。